# Леонард Беттс (Цілком таємно)

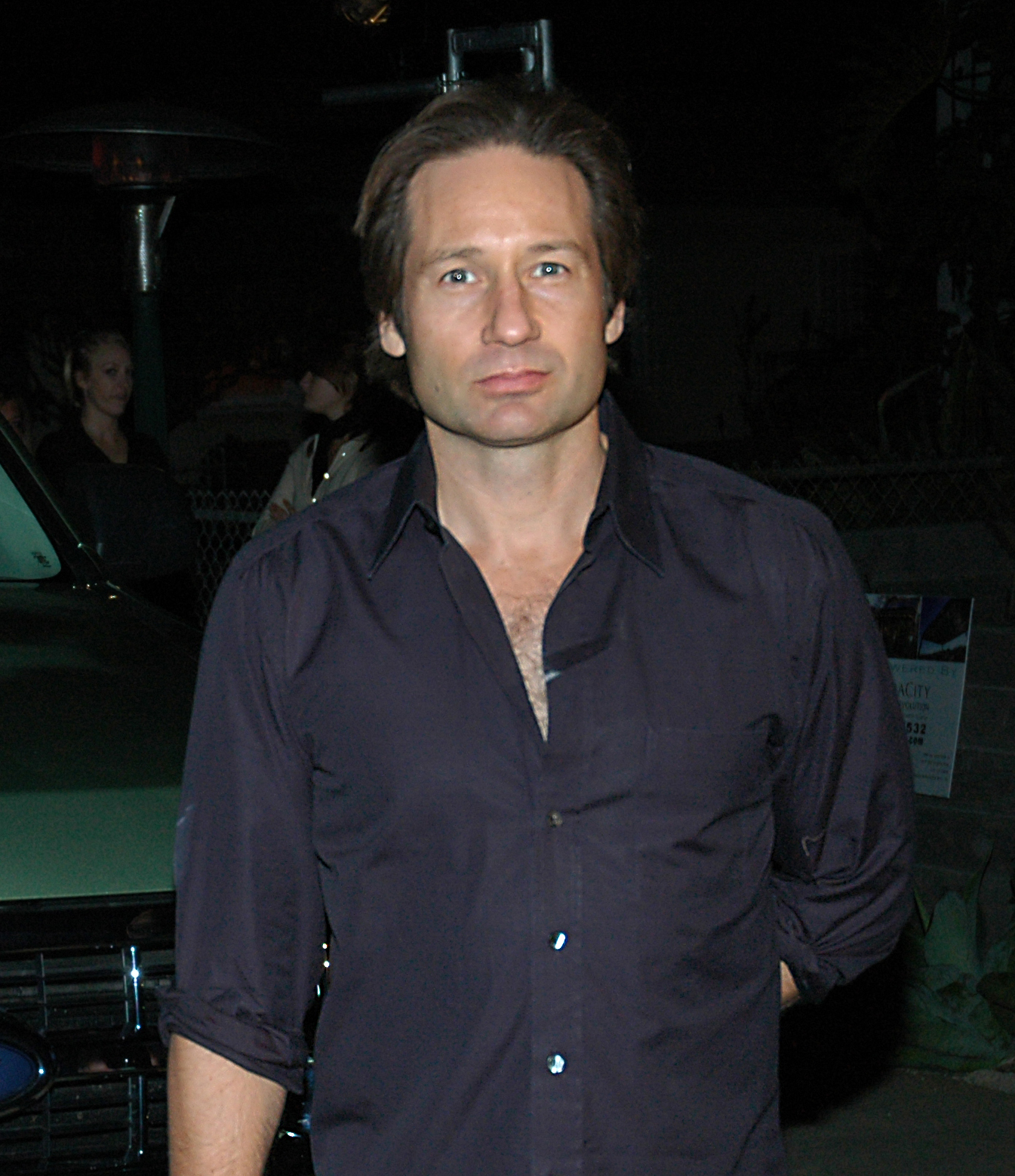

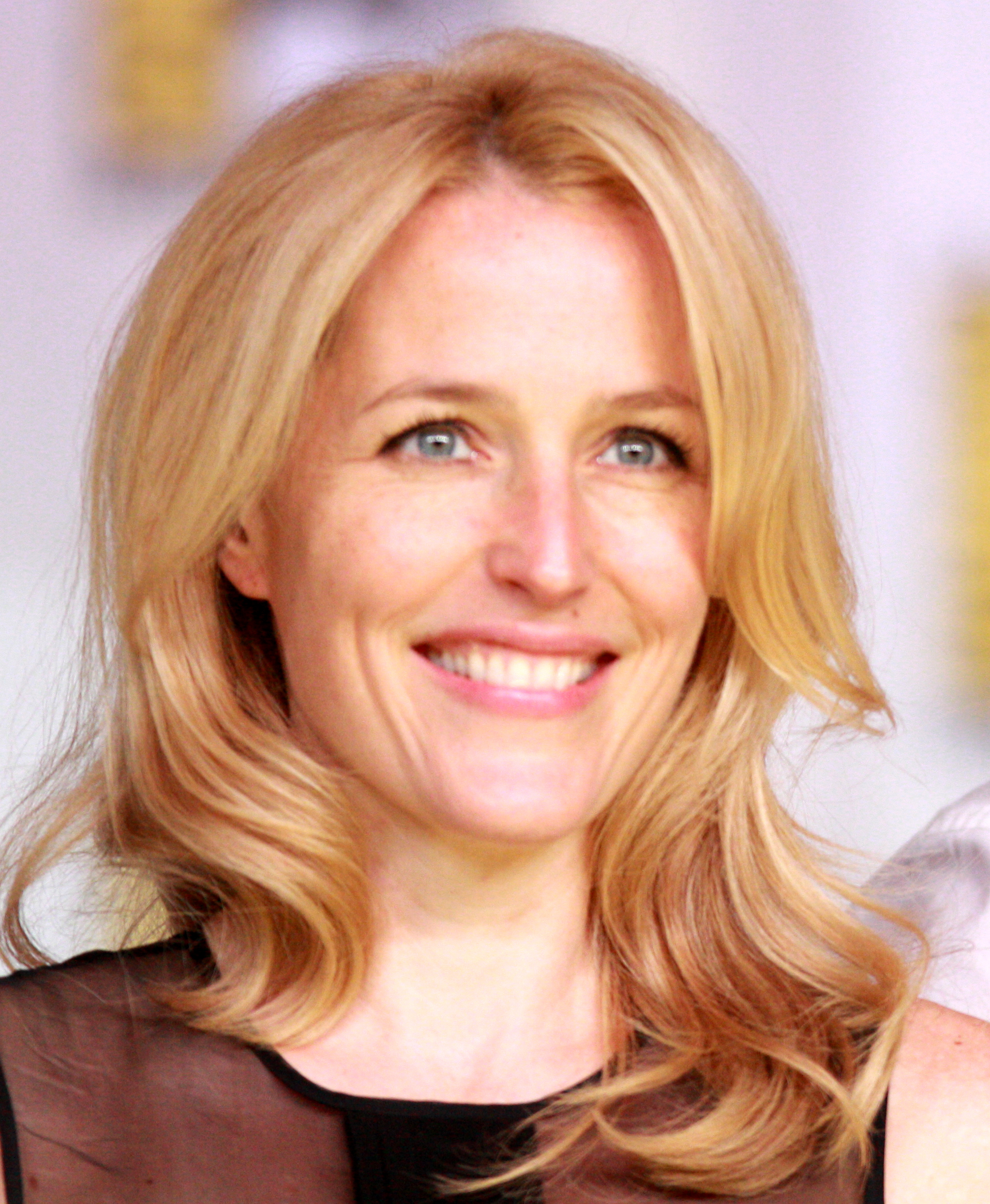

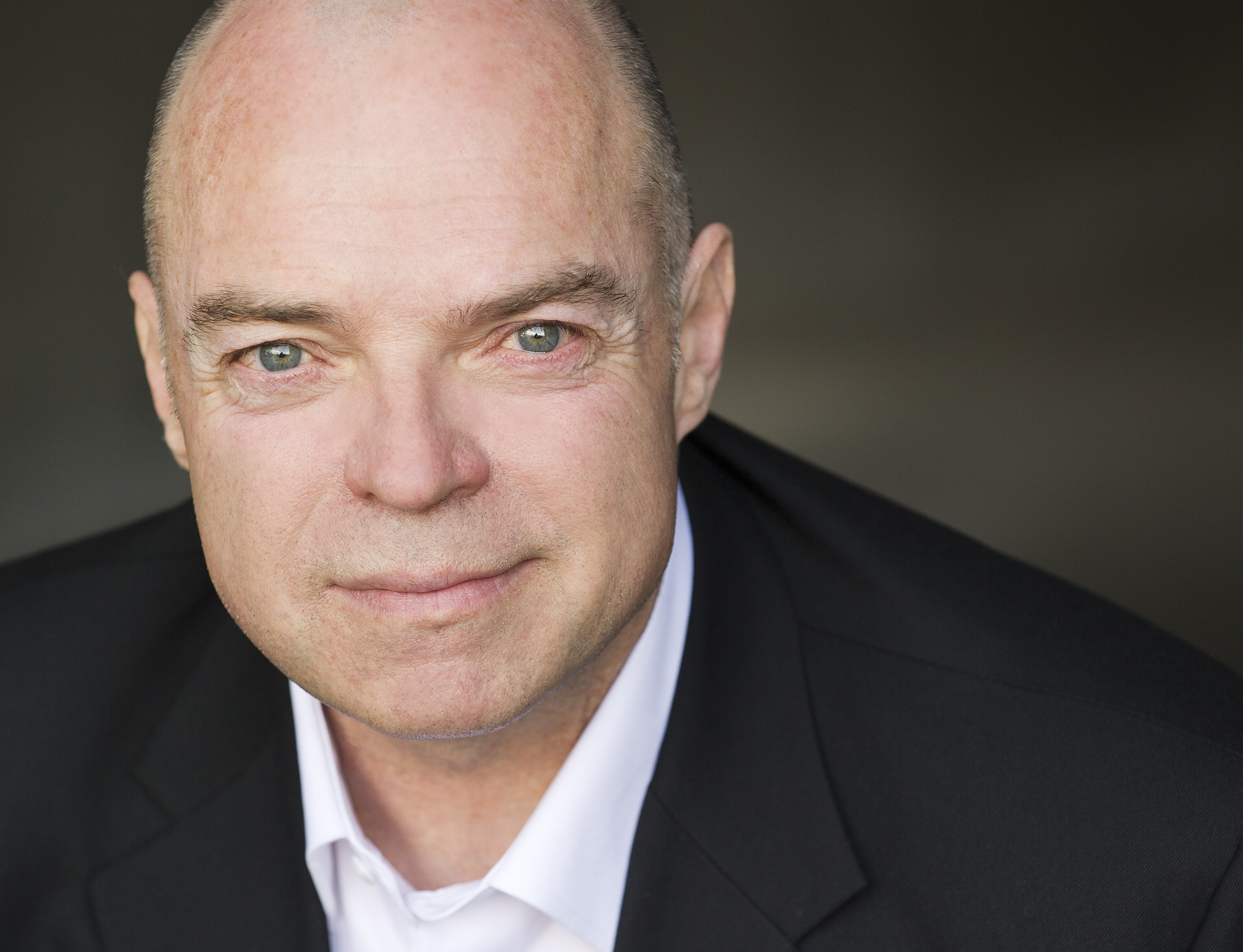

«Леонард Беттс» (Leonard Betts) — дванадцята серія четвертого сезону американського науково-фантастичного телевізійного серіалу «Цілком таємно». Прем'єра в мережі «Фокс» відбулася 26 січня 1997 року.
Епізод не відноситься до «міфології серіалу».
Демонструвався на телеканалі FOX відразу після Супербоулу, що зробило серію самою рейтинговою за всю історію серіалу. Серія за шкалою Нільсена отримала рейтинг домогосподарств 17.2, його переглянули 29.1 мільйона людей у своєму початковому ефірі.
Малдер і Скаллі розслідують таємниче зникнення з моргу тіла Леонарда Беттса — медбрата виїзної бригади «Швидкої допомоги», обезголовленого внаслідок автокатастрофи. При аналізі тканин голови з'ясовується, що всі її клітини — ракові, а сам Беттс є мутантом, здатним відновлювати втрачені частини тіла, і якому ракові пухлини необхідні для підтримки життєвих сил. «Леонард Беттс» став важливою віхою для серіалу, оскільки в ньому глядачі дізналися, що Скаллі хворіє онкологічним захворюванням. Дана сюжетна лінія використовувалася до закінчення четвертого сезону та зайняла значну частину п'ятого.

## Зміст
Істина за межами досяжного
У Піттсбурзі (Пенсільванія) Леонард (Леннард) Моріс Беттс, фельдшер екстреної медичної допомоги, діагностує у пацієнта рак та робить екстрені заходи. Беттс обезголовлений, коли його «швидка допомога» зіштовхується з вантажівкою. Пізніше, в морзі, його тіло без голови залишає свою холодильну камеру, вибивши двері, і оглушує нічного сторожа, краде одяг та втікає.
Фокс Малдер та Дейна Скаллі відвідують морг, де знаходять голову Беттса в медичних відходах. Дейна вважає — тіло викрали для продажу. Скаллі намагається обстежити череп — у нього не помутніла рогова оболонка (це не узгоджується з проявами смерті), але очі і рот голови раптово відкриваються, коли вона починає аутопсію. Тим часом Малдер вирушає до квартири Беттса, де знаходить закривавлений викинутий одяг сторожа. Коли Малдер відходить, Беттс піднімається із залитої повідон-йодом ванни, у нього відросла голова. Скаллі не вдається зробити томограму останків Беттса.
Малдер опитує Мішель Вілкс, колишню напарницю Беттса, яка згадує що він був відлюдькуватим але мав надзвичайну здатність виявляти онкохворих. При огляді внутрішнього шматочка полімеризованої голови Беттса агенти виявляють, що у його лобової частки виявляються ознаки онкозахворювання понад усілякого розуміння. Мішель по рації «швидкої» чує голос Леннарда. У Малдера Чарльз Беркс робить світлину Кірліана; остаточне зображення показує коронний розряд, на якому під головою вимальовуються плечі.
За відбитками пальців Скаллі дізнається, що у Беттса було друге я — вони належать людині на ім'я Елберт Теннер. Агенти відвідують його матір Елейн, яка стверджує, що Елберт загинув у автокатастрофі шість років тому. Тим часом Мішель Вілкс відслідковує Беттса в іншій лікарні — він працює медбратом у Пенсільванії. Беттс робить переслідувачці смертельну ін'єкцію хлориду калію. В цей час Беттса бачить охоронець лікарні, переслідує та захоплює. Після того, як Беттса прикували наручниками до машини, охоронець йде за підмогою. Беттс тікає, відірвавши собі великий палець руки. Наступного ранку агенти обшукують машину, знаходячи портативний холодильник, де перебувають видалені ракові пухлини. Малдер вважає, що Беттс існує на пухлинах, і, властиво, його обмін робить Леонарда втіленням радикального стрибка в еволюції.
Дізнавшись, що машина Беттса зареєстрована на Елейн Теннер, агенти проводять обшук її будинку. Елейн переказує, як її син терпів знущання в дитинстві, оскільки він завжди був іншим, і каже, що у нього були вагомі причини, якщо когось і убив. Мати вважає — Леннарда з певною метою прислав Бог. Тим часом Беттс вбиває відвідувача бару, щоб видалити його вражену раком легеню. Згодом, перебуваючи у сховищі індивідуального зберігання, Беттс позбавляється старого тіла — «вирощує» нове.
Коли агенти натрапляють на сховище, «новий» Беттс намагається втекти в машині, яка вибухає при стрільбі і, здавалося б, він гине. Скаллі припускає, що першу «смерть» Беттса, як Елберта Теннера, він інсценізував, але коли вони відкривають домовину Теннера, то знаходять його тіло там. Малдер вважає, що Беттс може регенерувати не тільки частини тіла, але і все своє тіло цілком. Через це Фокс вважає, що Беттс все ще на свободі.
На прохання матері Беттс видаляє ракову пухлину з її тіла, перш ніж викликати швидку допомогу. Агенти, які вже слідкували за будинком Елейн, зустрічаються з фельдшерами, коли вони приїжджають. Скаллі супроводжує Елейн до лікарні, поки Малдер проводить обшук мікрорайону. Однак по прибутті в лікарню Скаллі розуміє, що Беттс знаходиться на даху «швидкої» — на неї крапає біологічна рідина. Беттс замикає Скаллі в автівці, потім спокійно, ніби вибачаючись каже їй — у неї є щось, що йому треба. Заскочена Скаллі розуміє — вона онкохвора. Після боротьби Скаллі вбиває Беттса, пустивши йому в голову розряд дефібрилятора. Скаллі сидить в автівці приголомшена думкою про свою хворобу.
Уночі Дейна закашлюється і прокидається від кровотечі з носа.

## Створення
Епізод написали Вінс Гілліган, Джон Шибан та Френк Спотніц, зрежисував Кім Меннерс. Сценарії, написані Гілліганом, Шибаном та Спотніцем, були жартівливо зараховані знімальним колективом до колективного автора (corporate authors) «Джона Гілніца» — словотвору з трьох імен авторів. За словами Спотніца, сценарій для «Леонарда Беттса» був не особливо улюбленим того часу, але став «одним із [його] улюблених шоу монстрів». Спочатку епізод «Більше ніколи» мав демонструватися до «Леонарда Беттса», але, як пояснив Вінс Гілліган, Кріс Картер вельми хотів захопити глядачів, які ніколи не бачили нас раніше [Суперкубок], і вважав, що найкращий спосіб зробити це — показати після матчу справді моторошну історію монстра". Таким чином ефірна дата «Леонард Беттса» була зміщена перед «Більше ніколи».
В епізоді вперше згадується про онкозахворювання Скаллі. Такий сценічний хід обдумувався Спотніцем ще під час третього сезону, але залишився на задньому плані, поки розроблялися сюжетні лінії для четвертого сезону. Коли Кріс Картер повідомив Джилліан Андерсон, що у її героїні буде діагностований рак, вона була поставлена перед акторським викликом і це дало змогу зобразити свого героя по-новому. Тому Джилліан була проінформована про цю сюжетну лінію лише зняття епізоду «Більше ніколи». Опісля Андерсон заявила, що — якби вона знала переломний момент цього епізоду під час зйомок «Більше ніколи» — вона б зіграла роль [у «Більше ніколи»] по-іншому..
Актор Пол Маккрейн, який згодом виконував роль доктора Роберта Романо в «Швидкій допомозі», був запрошений, щоб зіграти Леонарда Беттса. Персонаж Беттса повинен був бути «симпатичною істотою», яка «вбивала не з помсти чи гніву, а заради виживання». Тому Кім Меннерс просив Маккрейна зіграти з емоційною переконливістю. Згодом Меннерс пояснював: «я дізнався, коли взяти абсурд і сформулювати його в реальності людських емоцій, аудиторія збирається купувати його так, ніби це насправді існує. Розумієш?». Актор Білл Доу з'являється востаннє у епізоді, у сцені виконуваного ним персонажа Чака Беркса.
Гримери епізоду широко використовували грим, щоб надати Маккрейну «правильний вигляд»; нанесення всього гриму займало кілька годин. В очі Маккрейна були додатково поміщені спеціально виготовлені контактні лінзи. Багато сцен вимагали від Маккрейна фізичного напруження. Як, наприклад, розтин, який вимагав від Маккрейна сидіти не ворушачись з просунутою головою крізь дірку в столі. Сцена у ванні вимагала від актора провести кілька хвилин під водою цілком нерухомо. Кадр, у якому з вуст старого виходить новий Беттс, створив майстер зі спецефектів Тобі Ліндала. Ліндала перебивкою чередував зображення Маккрейна і ляльки-двійника, у якої функціонували рот та очі. Згодом Лаверн Бешем та Ліндала були номіновані на премію Еммі — «за видатний грим».

## Сприйняття
Епізод отримав багато позитивних відгуків критиків. The A.V. Club надав епізоду «A», його критик зазначив, що «Леонард Беттс» заслуговує на те, щоб його запам'ятали. Багато критиків високо оцінили натхненність авторів епізоду із таким жахливим персонажем після Супербоула — фіналу НФЛ. Пишучи для Den of Geek, Джон Мур зарахував серію як один із своїх «Топ-10 поганців „Цілком таємно“», написавши: «Фокс мав Супербоул. Супербоул відбувається в неділю, Фокс вирішує запустити шоу в Прайм-тайм після великої гри … […] І що, вони м'яко натисли на педаль, щоб привабити широку аудиторію? Е … ні. Натомість вирішили показати живу пухлину, що живиться онкоутвореннями, та здатну наново відрощувати власні кінцівки — як їй заманеться. Тому я люблю „Цілком таємно“.
Оглядчка журналу Cinefantastique дала епізоду позитивний відгук і присудила йому 3 зірки з 4-х. Вона високо оцінила співвідношення гумору та жаху серії, зазначивши, що „Леонард Беттс“ не є комедією, але три автори епізоду отримують таке задоволення від оповіді, що ви купуєте її. Також є багато ситуаційного (і страшного) гумору у сценарії». Крім того, вона зазначила — відкриття знання того, що у Скаллі є рак, й наступна розмова між Малдером і Дейною, була «однією з найкращих сцен сезону». Роберт Ширман та Ларс Пірсон у своїй книзі «Хочемо вірити: критичний посібник з X-файлів, Мілленіуму та Самотніх стрільців» («Wanting to Believe: A Critical Guide to The X-Files, Millennium & The Lone Gunmen»), оцінив епізод чотирма зірками з п'яти, відмітивши «дружелюбний характер сюжету, котрий робить заключні сцени схожими на удар ногою в зуби»
Персонаж самого Леонарда Беттса також викликав позитивні відгуки. Конні Огл з PopMatters поставила цього героя серед «найбільших» монстрів тижня. Оглядач Вандервефф високо оцінив гуманістичний спосіб представлення Беттса.

## Знімались
| Актор                | Роль                               |
| -------------------- | ---------------------------------- |
| Девід Духовни        | Фокс Малдер                        |
| Джилліан Андерсон    | Дейна Скаллі                       |
| Білл Доу             | доктор Чарльз Беркс                |
| Пол Маккрейн         | Леонард Беттс                      |
| Марджорі Ловетт      | Елейн Таннер                       |
| Пітер Джеймс Брайант | поліцейський офіцер                |
| Лаара Садіг          | жінка-технік невідкладної допомоги |
| Бред Лорі            | охоронець                          |